# ملی (چناران)
ملی یک روستا در ایران است که در بخش مرکزی شهرستان چناران در استان خراسان رضوی واقع شده‌است.

## جمعیت
این روستا در دهستان چناران قرار دارد و براساس سرشماری مرکز آمار ایران در سال ۱۳۸۵، جمعیت آن ۴۸۱ نفر (۱۰۹ خانوار) بوده‌است.